# ستيف بوشيمي
ستيف بوسيمي (بالإنجليزية: Steven Vincent Buscemi)‏ ممثل ومخرج أمريكي من مواليد 13 ديسمبر 1957، رُشح لست جوائز الإيمي ووأربع جوائز غولدن غلوب وفاز بواحدة عن دوره في مسلسل إمبراطورية الممر وفاز جائزة جمعية نقاد أفلام شيكاغو لأفضل ممثل في دور مساند عام 2001 عن فيلم عالم الأشباح

## البدايات
ولد بوسيمي في حي بروكلين في ولاية نيويورك. والداه هما دوروثي، والتي كانت تعمل كنادلة في إحدى مطاعم سلسلة هوارد جونسونز، ووالده جون بوسيمي الذي عمل في مجال التنظيفات بالإضافة إلى خدمته العسكرية في الحرب الكورية. ينحدر والده من اصول إيطالية ووالدته من أيرلندية.
إنتقل إلى مانهاتن لدراسة التمثيل ، وبدأ الكتابة وأداء المسرحيات ، حصل على أول دور رئيسي في فيلم Parting Glances ، وقد عمل مع الكثير من صناع السينما في هوليوود مثل كوينتن تارانتينو وجيري بروكهايمر والأخوين كوين.

## روابط خارجية
- ستيف بوشيمي على موقع IMDb (الإنجليزية)
- ستيف بوشيمي على موقع روتن توميتوز (الإنجليزية)
- ستيف بوشيمي على موقع مونزينجر (الألمانية)
- ستيف بوشيمي على موقع قاعدة بيانات الأفلام العربية
- ستيف بوشيمي على موقع ألو سيني (الفرنسية)
- ستيف بوشيمي على موقع ميوزك برينز (الإنجليزية)
- ستيف بوشيمي على موقع تيرنر كلاسيك موفيز (الإنجليزية)
- ستيف بوشيمي على موقع أول موفي (الإنجليزية)
- ستيف بوشيمي على موقع قاعدة بيانات الأفلام السويدية (السويدية)
- ستيف بوشيمي على موقع إن إن دي بي (الإنجليزية)